# Ștefan Pop
Ștefan Pop (n.  23 noiembrie 1881, Teiuș, județul Alba - d.  20 mai 1970, Blaj, județul Alba) a fost un delegat în Marea Adunare Națională de la Alba Iulia, organismul legislativ reprezentativ al „tuturor românilor din Transilvania, Banat și Țara Ungurească”, cel care a adoptat hotărârea privind Unirea Transilvaniei cu România, la 1 decembrie 1918.

## Biografie
S-a născut într-o familie țărănească de grăniceri. După mamă, provenea din familia Rațiu de Nagylok. A deținut mai multe funcții: subprefect de studii la Institutul ,,Vancean" de băieți din Blaj (1 septembrie 1905 - 30 septembrie 1906), catehet în Budapesta (1 ianuarie 1907 - 30 iunie 1909); profesor între 1 septembrie 1909 - 31 august 1919 la Școala Normală de Învățători, iar între 1 septembrie 1919 - 15 august 1920 și din 1 septembrie 1921 și până la pensionare, la Liceul ,,Sf. Vasile" din Blaj. Între anii 1910 - 1912, a fost prefect conducător al Internatului Școlii Normale. Mai târziu, a fost director și consilier tehnic pentru învățământul normal la Secretariatul General al Învățământului din Cluj (15 august 1920 - 1 septembrie 1921). Între 1 decembrie 1928 - 17 ianuarie 1937, a fost director al Liceului de Băieți ,,Sf. Vasile" din Blaj. A mai fost secretarul Despărțământului  “Astra" (septembrie 1904 - 1915), secretar general al Serbărilor ,,Astrei" (1911) și secretar general al C.N.R. Blaj (1918). A colaborat la diferite ziare și reviste din Ardeal și a ținut și publicat conferințe și studii din istoria și literatura națională.

## Educație
A urmat studiile primare și liceale în locul său natal Teiuș, județul Alba și la Blaj. A urmat studiile superioare teologice și filologice la Budapesta (1905-1909).

## Distincții
- Ordinul Meritul Cultural, în gradul de Cavaler clasa I, pentru școală (1 februarie 1943)[3]